# Malij Tyeatr
A Malij Tyeatr, oroszul: Малый театр, azaz „Kisszínház”, a közeli Bolsoj színház vonatkozásában, azaz „Nagyszínház”; hivatalos neve Goszudarsztvennij akademicseszkij Malij tyeatr Rosszii oroszul: Государственный академический Ма́лый театр России, vagy „Oroszországi Malij Állami Akadémiai Színház”) egy történelmi színház Moszkvában. Az 1806-ban alapított és jelenlegi helyén, a Tyeatralnij téren 1824 óta működő színház története az 1756-ban alapított Moszkvai Egyetemi Színházig vezethető vissza.
A Malij hagyományos drámai színházként mutatkozik, amely az orosz és az európai klasszikus örökségből állít színre darabokat, például Mihail Afanaszjevics Bulgakov, Gyenyisz Ivanovics Fonvizin és Molière műveit. A színház Zamoszkvorecse kerületben található fióktelepe például William Somerset Maugham, Luigi Pirandello és Eugène Scribe műveit is előadja. A színházban nagy hagyománya van a Shakespeare-darabok bemutatásának is.
A Malij több mint 700 tagot foglalkoztat, köztük több mint száz drámai színészt. Ez az egyetlen drámai színház Oroszországban, amely professzionális szimfonikus zenekart és kórust tart fenn. A színház irányítja a Skepkin Színművészeti Akadémiát (Высшее театральное училище имени М. С. Щепкина) is, Moszkva legrégebbi színésziskoláját, amelyet 1809-ben „Ucsiliscse Imperialszkih tyeatrov Rosszijszkoj imperii” (Училище Императорских театров Российской империи) néven alapítottak, és amelynek többek között a nagyszerű színésznő, Glikerija Nyikolajevna Fedotova volt a tanára.
2007-ben a színházról nevezték el az 1976-ban felfedezett 10007 Malytheatre aszteroidát.

## Kitüntetései
- Lenin-rend
- Októberi Forradalom érdemrend

## Fordítás
- Ez a szócikk részben vagy egészben  a   Teatro Malyj című olasz Wikipédia-szócikk ezen változatának fordításán alapul.  Az eredeti cikk szerkesztőit annak laptörténete sorolja fel. Ez a jelzés csupán a megfogalmazás eredetét és a szerzői jogokat jelzi, nem szolgál a cikkben szereplő információk forrásmegjelöléseként.